# Рибно стопанство
 Тази статия е за стопанския отрасъл.  За предприятието вижте Рибно стопанство (предприятие).  
Рибното стопанство е отрасъл на икономиката, подразделение на селското, горско и рибно стопанство в Статистическата класификация на икономическите дейности за Европейската общност.
Секторът обхваща отглеждането и улова на риба и други водни продукти, като ракообразни, мекотели, водорасли, перли, сюнгери и други.